# Achille Lauro (chanteur)
Pour les articles homonymes, voir Achille Lauro (homonymie).
Achille Lauro, pseudonyme de Lauro De Marinis né le 11 juillet 1990 à Vérone, est un auteur-compositeur-interprète et artiste italien,.
Connu pour ses débuts dans le milieu hip-hop, il a participé à la 69e édition du Festival de Sanremo avec la chanson Rolls Royce, à la 70e édition avec la chanson Me ne frego, à la 72e édition avec la chanson Domenica et à la 75e edition avec la chanson Incoscienti giovani.

## Biographie
Lauro De Marinis est né le 11 juillet 1990 à Vérone, de Nicola, magistrat de la Cour de cassation originaire de Gravina dans les Pouilles, et de Cristina Zambon. Il grandit à Rome et à l'âge de 14 ans, il choisit d'aller vivre avec son frère aîné Federico, connu sous le nom Fet, dont il partage la passion pour la musique, et qui est un ancien producteur pour le collectif Quarto Blocco, en s'éloignant des parents qui déménagent dans une autre ville. C'est grâce à son frère que Lauro entre dans le monde du rap underground et du punk rock.
En 2018, il fait son debout dans l'industrie cinématographique en tant que producteur de Terrurismo, un court métrage du réalisateur Vito Cea, pour lequel il a reçu le prix MaTiff destiné aux jeunes producteurs. Dans le court, il apparaît également dans un caméo. La même année, il participe en tant qu'acteur et auteur de textes dans le long métrage Applausi, inspiré de l'histoire d'Elisa Claps. Par la suite, il fait une apparition dans un court métrage qui parle de la réalité virtuelle, Happy Birthday de Lorenzo Giovenga, présenté au 76e Festival du Film de Venise. En 2019, sort le documentaire autobiographique No face 1, réalisé par Lauro lui-même et Sebastiano Bontempi, sur la chaine italienne Sky.
En janvier 2019, il a publié son autobiographie Sono io Amleto, édité par Rizzoli. Le 19 mai 2020, toujours pour Rizzoli, il publie son deuxième livre '16 Marzo: L'ultima Notte'.

## Carrière

### Débuts

#### BarabbaetHarvard(2012)
Entré dans le collectif Quarto Blocco, Lauro décide d'utiliser le pseudonyme Achille Lauro. Il déclarera lui-même a posteriori que ce choix était motivé par le fait que les personnes associaient son nom à celui de l'armateur napolitain. Achille Lauro. En 2012, il publie ses mixtapes, intitulées Barabba Mixtape et Harvard Mixtape, qui sont réalisés avec la collaboration de plusieurs producteurs du Quarto Blocco, tels que Frigo, Caputo et Sedato,.

#### Roccia Music (2013) etAchille Idol Immortale(2014)
Lauro devient l'artiste phare du Quarto Blocco, au point que plusieurs représentants de l'underground romain, comme DJ 3d et Noyz Narcos le prennent sous leur aile, favorisant son entrée dans le label Roccia Music, à la tête duquel il y a les producteurs Shablo et Marracash. Cela se passe en 2013, et déjà en février de la même année ils annoncent la sortie de l'album Achille Idol Immortale qui voit la participation d'artistes tels que Marracash, Noyz Narcos et Gemitaiz, mais aussi Coez.

### Succès

#### Young Crazy EPetDio c'è(2015)
En 2015, à la suite du succès d' Achille Idol Immortale, Roccia Music publie l'EP intitulé Young Crazy EP qui contient six chansons, dont notamment La Belle et la Bestia, qui sera plus tard arrangée dans une version unplugged.
Le 26 mai 2015, sort son deuxième album studio Dio c'è. Le titre de l'album est clairement une autre référence à la religion chrétienne, tout comme les vers récités dans Achille Idol Immortale.

#### No Face Agency etRagazzi madre(2016)
Le 30 juin 2016, il quitte Roccia Music pour fonder son propre label, la No Face Agency avec le producteur DJ Pitch, déjà producteur de la chanson Young King. Plus tard, Lauro a toujours parlé positivement de son expérience dans Roccia Music, comparant son cas à celui de collègues comme Sfera Ebbasta, pour qui Roccia Music a servi de tremplin pour une carrière indépendante ;
Ragazzi madre, sorti en novembre 2016 est le troisième album studio du rappeur romain et le premier avec le label No Face. Initialement conçu comme une mixtape par Roccia Music, l'album consacre le partenariat entre Lauro et le producteur Boss Doms. Les textes parlent toujours des problématiques telles que le trafic de drogue ou de la vie dans les banlieues. La cover représente une radiographie de Lauro avec des œufs de cocaïne dans le ventre, et le titre est une référence aux garçons des cités (comme Lauro lui-même) qui sont élevés par des garçons comme eux, et sont à leur tour incités à élever des garçons comme eux. En octobre 2017, Lauro signe un contrat avec Sony Music, et le novembre suivant il publie le 1 Year Anniversary de Ragazzi madre qui inclut 8 titres bonus.

### Consécration artistique

#### Pour l'amour(2018)
En 2017 il s'approche des artistes rap émergents de la nouvelle école et réalise des chansons à succès comme Thoiry RMX. Les singles de cette année s'écartent du style typique des premiers albums studio; la vague du «samba trap» est née, avec des projets artistiques excentriques mais efficaces, et un style complètement renouvelé,.
Debout 2018, il publie les singles Midnight Carnival et Ammò, qui feront partie de l'album Pour l'amour, sorti le 22 juin. L'album est un projet expérimental, dans lequel des influences musicales de toutes sortes sont canalisées, comme une œuvre de fusion : du son napolitain (Ammò) au son house, du son latino américaine (Mamacita au trap (Thoiry RMX et Bvlgari). L'album (et deux autres albums studio, qui forment une sorte de trilogie) a été conçu dans une villa où Lauro et d'autres artistes se sont isolé sur le modèle des The Doors avec l'apport de microdoses de substances narcotiques, pour stimuler la production artistique.
En 2018 il participe au concert du 1er mai à Rome,avec Thoiry RMX, Teatro e Cinema et La Bella e la Bestia - Unplugged. Le 14 décembre sort l'album, No Face Forever, où il collabore à plusieurs chansons et skits. Il collabore également avec Anna Tatangelo à la réalisation de Ragazza di Periferia 2.0.

#### Sanremo et1969(2019)
En février 2019 il participe avec Boss Doms à la 69ème édition du Festival de Sanremo avec l'inédite Rolls Royce. La chanson peut être considérée comme une chanson rock. Dans le texte de la chanson sont mentionnés des représentants de la musique rock tel que The Doors, Jimi Hendrix, Amy Winehouse, Billie Joe Armstrong, Elvis Presley et Axl Rose et des personnages de la culture populaire, comme Marilyn Monroe et Paul Gascoigne. La voiture Rolls-Royce devient le symbole de la vie de rockstar.
Différents journaux accueillent positivement les sons non conventionnels proposés par Lauro,,. La chanson s'avérera être la troisième chanson la plus populaire sur la plateforme Spotify parmi celles présentes à Sanremo. L'expérience de Sanremo se termine par la neuvième position sur 24 participants.
Le 15 janvier 2019, il publie le livre Sono io Amleto, une autobiographie romancée. Il réalise un film documentaire sur sa vie, partie d'une trilogie réalisée par Sebastiano Bontempi et produite par Angelo Calculli. Le premier documentaire, sorti le 15 novembre 2019, s'intitule Achille Lauro No Face 1 et est diffusé sur la chaine italienne Sky Uno,.
Le 4 avril 2019 il publie le single C'est la vie, qui fera partie de l'album aux sonorités rock 1969, cinquième album studio du chanteur .

#### Le deuxième Sanremo,1990, 1969-Rebirth et 1920(2020)
En 2019, il participe au court-métrage transmédia Happy Birthday, réalisé par Lorenzo Giovenga, et présenté au 76e Festival international du film de Venise. Achille Lauro, apparait dans un caméo et s'occupe de la partie musicale du film. Le 25 octobre il publie le nouveau single 1990, qui anticipe l'album de sept titres au même nom qui sort le 24 juillet 2020.
En 2020 il participe au Festival di Sanremo avec la chanson Me ne frego. Pendant ses représentations il met des vêtements de marque Gucci à thème, une combinaison moulante qui rappelle la peinture de San Francesco de Giotto, une robe semi-transparente et une coiffe à plumes inspirée de la marquise Luisa Casati, une robe royale avec perruque et perles sur le visage en référence à la reine Elizabeth I d'Angleterre,, et à l'occasion du duo avec Annalisa, dans lequel ils interprètent la pièce de Mia Martini Gli uomini non cambiano, une robe verte inspirée de Ziggy Stardust, l'alter ego artistique de David Bowie. Il termine le festival à la huitième place du classement final,.
Le 17 février 2020, Lauro annonce son entrée dans le label Warner Music Italy, et devient également directeur créatif de la filiale italienne d'Elektra Records, devenant ainsi le premier artiste italien à obtenir ce poste,. Le 24 juillet il publie 1990, le premier projet d'Elektra Records, qui sera son sixième album studio.
Le 25 septembre il publie 1969 Achille Idol Rebirth, une réinterprétation de l' album 1969, qui contient, en plus de toutes les pistes originales, les singles sortis en 2020 (Me ne frego, 16 Marzo, Bam Bam Twist et Maleducata), et une version de C'est la vie en duo avec Fiorella Mannoia.
À la grande surprise le 23 novembre Lauro annonce la sortie d'un nouveau projet jazz-swing, qui sortira le 4 décembre, 1920 - Achille Lauro &amp; The Untouchable Band. C'est un album live avec orchestre, qui l'accompagne dans l'exploration musicale des années '20, Cet album complète la trilogie à travers le temps qui part du punk-rock des années 60-70, en passant par le danse disco des années 90, pour arriver au jazz-swing années '90 ('69 -'90-'20).

#### Invité d'honneur au Sanremo etLauro(2021)
Sa présence au Festival de Sanremo 2021, le voit comme invité d'honneur aux 5 soirées et il interpréte cinq 'cadres' musicales en hommage à «l'histoire de nous tous». Il rend hommage au glam rock avec la nouvelle chanson Solo noi, au rock and roll avec Bam Bam Twist, pop sur les notes de Pénélope chantée avec Emma Marrone,au punk rock avec des chansons presentées à Sanremo en 2019 et 2020 Rolls Royce et Me ne frego, et enfin la musique classique avec C'est la vie.
Le 8 mars 2021, il annonce une nouvelle œuvre discographique, intitulée Lauro et sortie le 16 avril 2021.Le 19 mars il publie le dernier single Marilù qui fera partie avec Solo noi du nouvel album Lauro. Il a été suivi le 11 juin par Mille, un single chanté avec Fedez et Orietta Berti, qui a débuté en tête du classement des meilleurs singles.

#### Le troisième Sanremo et l'Eurovision
Achille Lauro fait scandale lors de la 72e édition du festival de Sanremo : torse nu et cheveux décolorés blond platine, il s'auto-administre le baptême durant l'interprétation sur scène de son morceau Domenica. Il arrive 14e du Festival, le soir du 5 février 2022. Quelques jours plus tard, le 8 février, il est annoncé comme participant de Una voce per San Marino, sélection de Saint-Marin pour le Concours Eurovision de la chanson 2022. Il y est qualifié d'office pour la finale du 19 février 2022 avec sa chanson Stripper, qu'il remporte. Il représente donc Saint-Marin à l'Eurovision 2022 et finit 14ème de la seconde demi-finale du concours avec 50 points, ce qui ne le permet pas de se qualifier pour la grande finale.

## Style et influences
Achille Lauro, a commencé par le rap underground, mais il est devenu un artiste très éclectique. Ses sonorités ont subi l'influence de la trap, principalement dans Ragazzi madre. Le leitmotiv de ses textes surtout dans Achille Idol Immortale et en Dio c'è, c'est le monde de la drogue.
Avec Ragazzi madre il commence une transition vers de nouveaux sons et de nouveaux contenus musicaux, et le résultat sera l'album Pour l'amour. C'est un album d'évolution pour Lauro, qui abandonne le son rap pour rechercher une musicalité plus latine et mélodieuse, et le résultat sera un nouveau genre, la samba trap.,. On avertit le changement aussi dans les textes des chansons, où la drogue n'est plus le thème principal,. Avec 1969, il y a une claire rupture, il abandonne la musicalité hip hop, pour embrasser pleinement le son rock.
À plusieurs reprises, Lauro a déclaré qu'il n'était pas très proche du rap italien, car il n'aime pas être homologué au stéréotype bien connu du rappeur de rue. En fait, Lauro s'est toujours écarté du look classique des artistes hip hop, faisant sensation pour ses choix excentriques en matière de vêtements. Lauro a déclaré qu'il était fan de Vasco Rossi, Kurt Cobain, Elvis Presley et les Beatles,. Il a aussi déclaré avoir été inspiré par Lucio Battisti et Rino Gaetano en référence à son tournage rock.

## Discographie

### Album studio
- 2014 - Achille Idol immortale
- 2015 - Dio c'è
- 2016 - Ragazzi madre
- 2018 - Pour l'amour
- 2019 - 1969
- 2020 - 1990
- 2020 - 1920 - Achille Lauro & The Untouchable Band
- 2021 - Lauro

### EP
- 2015 - Young Crazy

### Mixtape
- 2012 - Barabba
- 2012 - Harvard

### Collaborations
- 2012 – Balo1 – Monopoli (feat. Achille Lauro)
- 2012 – Balo1 – Metall (feat. Achille Lauro)
- 2012 – Sisco Baltimora – Gotham City (feat. Achille Lauro & Sedato Blend)
- 2013 – Simon P & Crine J – Aquila bendata (feat. Louis Dee & Achille Lauro)
- 2013 – Simon P & Crine J – Transenne Pt. 2 (feat. Read, Sedato Blend, Muggio, Gogna, Achille Lauro, Caputo & Dr. Frigo)
- 2013 – Simon P & Crine J – Alla fine (feat. Achille Lauro)
- 2013 – Rasty Kilo – Soldi E Paura RMX (feat. Chicoria, Aban & Achille Lauro)
- 2013 – A.A. V.V., Genesi
- 2013 – The Night Skinny – Benedetti stronzi (feat. Achille Lauro & Tayone)
- 2013 – 3D – Grimey (feat. Achille Lauro)
- 2014 – Deleterio – Forse c'è (feat. Achille Lauro)
- 2014 – Dj Gengis – Crank (feat. Achille Lauro)
- 2014 – Fred De Palma – Notte da cafoni (feat. Achille Lauro)
- 2014 – Rasty Kilo – Marmi neri (feat. Achille Lauro)
- 2014 – Luchè – Ghetto Memories (feat. Achille Lauro)
- 2014 – The Night Skinny – La verità (feat. Achille Lauro, Luche, Johnny Marsiglia & Pat Cosmo)
- 2014 – The Night Skinny – Penso di me (feat. Achille Lauro)
- 2014 – The Night Skinny – Indian tweet posse (feat. Achille Lauro, Egreen, Johnny Marsiglia, Ensi, Noyz Narcos, Chicoria, Louis Dee, Er Costa, Clementino, Rocco Hunt)
- 2014 – Gemitaiz – Ci puoi riprovare (feat. Achille Lauro & Clementino)
- 2015 – Marracash – Don (feat. Achille Lauro)
- 2015 – BLOOD VINYL, MACHETE & Slait – Sua Eminenza (feat. Achille Lauro)
- 2015 – Saint – Bed & Breakfast (feat. Achille Lauro)
- 2015 – Sedato Blend & Read – Rimmel (feat. Achille Lauro & Chicoria)
- 2015 – Gemitaiz – Lo faccio bene (feat. Achille Lauro & Jack The Smoker)
- 2016 – Mr.Cioni – H.a.T.E.R. (feat. Achille Lauro)
- 2016 – Sfera Ebbasta – Ragazzi del blocco (feat. Achille Lauro)
- 2016 – MadMan – Occhiali da donna RMX (feat. Achille Lauro)
- 2016 – Gemitaiz – A me mi (feat. Achille Lauro)
- 2017 – Fred De Palma – 5.30 (feat. Achille Lauro)
- 2017 – Rischio – 09/15 (feat. Achille Lauro)
- 2018 – Emis Killa – Linda (Reloaded) (feat. Achille Lauro & Boss Doms)
- 2018 – OG Eastbull – Ballo del blocco (feat. Achille Lauro)
- 2018 – Noyz Narcos – R.I.P. (feat. Achille Lauro)
- 2018 – Gemitaiz – Keanu Reeves (feat. Achille Lauro)
- 2018 – Anna Tatangelo – Ragazza di periferia 2.0 (feat. Achille Lauro & Boss Doms)
- 2018 – No Face R.Y.C.H. – Trap (feat. Gow Tribe)
- 2018 – No Face R.Y.C.H. – Battiato (feat. Gow Tribe & Doglife)
- 2018 – No Face R.Y.C.H. – Oe (feat. Boss Doms)
- 2018 – No Face R.Y.C.H. – La banda dello Zoo (feat. Boss Doms, Don Joe, Gow Tribe & Dogslife)
- 2018 – No Face R.Y.C.H. – Lager (feat. Valè)
- 2019 – Frenetik&Orang3 – Maledetto Lunedì (feat. Achille Lauro)
- 2019 – Rocco Hunt – Mai Più (feat. Achille Lauro)
- 2019 – Mattway & Uzi Lvke – La Mala Educaciòn (feat. Achille Lauro)
- 2019 – Night Skinny – Mattoni (feat. Noyz Narcos, Shiva, Speranza, Guè Pequeno, Achille Lauro, Geolier, Lazza, Ernia, Side Baby & Taxi B)
- 2019 – Subsonica – Il Mio D.J. (feat. Achille Lauro)
- 2019 – Nahaze – Carillon (feat. Achille Lauro)
- 2020 – Joey – Dovrai (feat. Achille Lauro)
- 2020 – Annalisa – N.U.D.A (nascere umani diventare animali) (feat. Achille Lauro)
- 2020 – Paolo Palumbo – Quella notte non cadrà (feat. Achille Lauro)
- 2020 – Gemitaiz – Trap Emo Rmx (feat. Achille Lauro)
- 2020 – Elderbrook – Back To My Bed (feat. Boss Doms & Achille Lauro)

### Singles
- 2013 - Scarpe coi tacchi 3 - La fine (feat. Martina May)
- 2013 - Bianco Natale (feat. Rasty Kilo)
- 2014 - Polanski
- Achille Idol Immortale :
  - 2014 - No Twitter
  - 2014 - Real Royal Street Rap (feat. Marracash et Ackeejuice Rockers)
  - 2014 - Scelgo le stelle (feat. Coez)
- Dio c'é :
  - 2015 - Ghetto Dance (feat. Gemitaiz)
  - 2015 - Bonnie et Clyde
  - 2015 - Ora lo so (feat. Marracash)
  - 2015 - Playground Love (feat. Caputo)
- Ragazzi Madre :
  - 2016 - CCL
  - 2016 - Teatro & Cinema
  - 2017 - Ascensore per l'inferno (feat. Coez)
  - 2017 - Ulalala (feat. Gemitaiz)
- Pour l'Amour :
  - 2017 - Amore mi
  - 2017 - Non sei come me
  - 2018 - Thoiry Remix (feat. Gemitaiz, Quentin 40 et Puritan)
  - 2018 - Midnight Carnival (feat. Gow Tribe et Boss Doms)
  - 2018 - Ammo (feat. Rocco Hunt et Clementino)
  - 2018 - Angelo blu (feat. Cosmos)
  - 2018 - Mamacita (feat. Vins)
- 1969 et 1969 - Achille Idol Rebirth :
  - 2019 - Rolls Royce (feat. Boss Doms et Frenetik & Orang3)
  - 2019 - C'est la vie
  - 2019 - 1969 (feat. Boss Doms et Frenetik & Orang3)
  - 2019 - Delinquente (feat. Boss Doms)
  - 2020 - Me ne frego
  - 2020- 16 marzo (feat. Gow Tribe)
  - 2020 - Bam Bam Twist (feat. Gow Tribe)
  - 2020 - Maleducata
- 1990 :
  - 2019 - 1990
- 1920 - Achille Lauro & The Untouchable Band :
  - 2020 - Jingle Bell Rock (feat. Annalisa)
- De Lauro :
  - 2021 - Solo noi
  - 2021 - Marilù
  - 2021 - Latte+
  - 2023 - Fragole (feat. Rose Villain)
  - 2024 - Amore disperato

## Livres
- Lauro De Marinis, Sono io Amleto, Rizzoli (ISBN 978-88-17105-15-6)
- Lauro De Marinis, 16 marzo: L'Ultima notte, Rizzoli (ISBN 978-88-17143-36-3)

## Filmographie

### Réalisateur
- No face 1, avec Sebastiano Bontempi, 2019

### Producteur
- Terrurismo, réalisé par Vito Cea et Roberto Moliterni, 2018 (court métrage)
- No face 1, réalisé par Lauro De Marinis (Achille Lauro) et Sebastiano Bontempi, 2019

### Acteur
- Terrurismo, réalisé par Vito Cea et Roberto Moliterni, 2018 (court métrage, dans le rôle de lui-même)
- Applausi, réalisé par Angelo Calculli, 2018 (long métrage).
- Happy Birthday, réalisé par Lorenzo Giovenga, 2019 (court métrage)
- Anni Da Cane réalisé par Fabio Mollo, 2021

## Programmes TV
- Pékin Express, Rai 2 (2017)
- 71e Festival de Sanremo, Rai 1 (2021) - invité des cinq soirées
- Celebrity Hunted: Manhunt, Amazon Prime Video (2021)